# Томас, Олдфилд
Майкл Роджерс Олдфилд Томас (англ. Michael Rogers Oldfield Thomas, 21 февраля 1858 — 16 июня 1929) — британский зоолог, специализировашийся в области териологии. Он проработал в Лондонском музее естествознания в отделе млекопитающих более полувека и описал около 2500 новых видов и подвидов класса Mammalia. Его назвают «отцом-основателем современной териологической систематики».

## Биография
Майкл Роджерс Олдфилд Томас родился в 1858 году в Миллбруке (Бедфордшир, Англия), в семье священника. Все его звали по его среднему имени Олдфилд, которое представляло собой девичью фамилию его матери. Его отца, преподобного Дж. Х. Томаса, позже призвали в архидиаконат в Кейптауне. Олдфилд Томас провёл молодость в Южной Африке и начал там изучать природу. Он собирал насекомых в районе Столовой горы. По возвращении в Англию его отец стал викарием в Хиллингдоне недалеко от Аксбриджа в западном Лондоне. Томаса отправили в колледж Хейлибери в Хaртфорде, но он был сравнительно бедным студентом. В 18 лет по возвращении в Англию в 1876 году он устроился клерком в офисе секретаря музея Британского музея в Блумсбери. Томас надеялся получить работу ассистентом в зоологическом отделе, которым в то время руководил немецкий зоолог Альберт Гюнтер. Согласно этому плану, он в течение двух лет посещал лекции Томаса Генри Гексли в Южном Кенсингтоне.
В 1878 году Томас был фактически переведен в зоологический отдел в качестве ассистента и, начав работать с беспозвоночными, особенно иглокожими, по указанию Гюнтера начал свою карьеру в маммологическом отделении.
В 1891 году Томас женился на Мэри Кейн, дочери сэра Эндрю Кларка, наследницы небольшого состояния, которое дало ему средства для найма коллекционеров млекопитающих и безвозмездной передачи собранных ими коллекций в музей. Олдфилд Томас также сам лично проводил полевые работы в Западной Европе и Южной Америке. Его жена разделяла его интерес к естествознанию и сопровождала его в поездках по коллекционированию. В 1896 году, когда Уильям Генри Флауэр взял на себя управление отделом и нанял Ричарда Лидеккера для компановки выставок, это позволило Томасу сконцентрироваться на описании новых сборов.
Томас рассматривал свои усилия в области таксономии в рамках глобального освоения мира западными державами. Он писал американскому зоологу Джерриту Миллеру: «И Вы, и я в течение нашей научной карьеры видели, как общее знание о млекопитающих мира удивительно продвинулось — белых пятен осталось совсем немного или их вовсе нет». Научное наследие Томаса составило более 1000 заглавий книг, каталогов и статей. В 1901 году он стал членом Королевского общества.
Официально уволившись из музея в 1923 году, он непрерывно продолжал свою работу. Хотя ходят слухи, что он умер, застрелившись из пистолета, сидя за своим столом в музее, на самом деле он умер дома в 1929 году в возрасте 71 года, примерно через год после смерти своей жены, которая была для него «сильным ударом, от которого он так и не оправился».
Согласно его завещанию часть его состояния перешла в ведение музея для финансирования экспедиций по сбору ещё большего количества млекопитающих.

## Таксономические описания

### Высших рангов
1. Deomyinae
2. Desmanini
3. Myzopodidae
4. Ochotonidae
5. Phalangeroidea
6. Procaviidae

### Роды
1. Aethalops
2. Aethomys
3. Ammodillus
4. Ammodorcas
5. Anisomys
6. Anthops
7. Batomys
8. Beamys
9. Belomys
10. Blarinella
11. Brachiones
12. Bunomys
13. Caenolestes
14. Callicebus
15. Calomyscus
16. Caloprymnus
17. Cannomys
18. Carpomys
19. Casinycteris
20. Chiromyscus
21. Chiruromys
22. Choeroniscus
23. Chrotogale
24. Chrotomys
25. Cistugo
26. Cloeotis
27. Clyomys
28. Colomys
29. Crateromys
30. Crossomys
31. Crunomys
32. Cynomops
33. Cyttarops
34. Dacnomys
35. Damaliscus
36. Deomys
37. Dephomys
38. Desmodillus
39. Desmomys
40. Diomys
41. Diplogale
42. Diplomys
43. Diplothrix
44. Dologale
45. Dromiciops
46. Dryomys
47. Epixerus
48. Eupetaurus
49. Euxerus
50. Galeopterus
51. Gerbilliscus
52. Glaucomys
53. Glironia
54. Glirulus
55. Glyphonycteris
56. Glyphotes
57. Grammomys
58. Hadromys
59. Haeromys
60. Harpiola
61. Harpyionycteris
62. Hybomys
63. Hylochoerus
64. Hylomyscus
65. Hylonycteris
66. Hylopetes
67. Hyomys
68. Ia
69. Ichthyomys
70. Iomys
71. Laephotis
72. Lariscus
73. Leggadina
74. Lemmiscus
75. Lenomys
76. Leporillus
77. Leptomys
78. Lichonycteris
79. Lionycteris
80. Lonchophylla
81. Lonchothrix
82. Mallomys
83. Mastacomys
84. Mastomys
85. Melanomys
86. Melomys
87. Menetes
88. Mesophylla
89. Microdillus
90. Microgale
91. Microryzomys
92. Millardia
93. Mimetillus
94. Muriculus
95. Mylomys
96. Myoprocta
97. Myosciurus
98. Myotomys
99. Neacomys
100. Nesoromys
101. Octomys
102. Oecomys
103. Oenomys
104. Oreonax
105. Otomops
106. Parotomys
107. Peroryctes
108. Petaurillus
109. Petinomys
110. Petromyscus
111. Pharotis
112. Philetor
113. Platalina
114. Platymops
115. Poecilogale
116. Praomys
117. Proedromys
118. Pteralopex
119. Pteromyscus
120. Rhabdomys
121. Rheomys
122. Rhynchogale
123. Rhynchomys
124. Sciurillus
125. Scleronycteris
126. Scotinomys
127. Scotoecus
128. Scutisorex
129. Sminthopsis
130. Solomys
131. Stochomys
132. Surdisorex
133. Sylvisorex
134. Taterillus
135. Thallomys
136. Thamnomys
137. Vampyressa
138. Vampyriscus
139. Vampyrodes
140. Xeromys
141. Zyzomys

### Виды
1. Pteropus admiralitatum
2. Vespertilio sinensis
3. Nyctalus azoreum
4. Pattonomys occasius
5. Glauconycteris beatrix
6. Glauconycteris egeria
7. Nyctalus aviator
8. Rattus bontanus
9. Dyacopterus brooksi
10. Neoromicia brunnea
11. Dyacopterus spadiceus
12. Neotoma lepida
13. Pipistrellus kuhlii
14. Lepus fagani
15. Euryoryzomys macconnelli
16. Ochotona forresti
17. Pappogeomys bulleri
18. Gerbillus allenbyi
19. Gerbillus bonhotei
20. Gerbillus eatoni
21. Ia io
22. Tylonycteris robustula
23. Pipistrellus collinus
24. Emballonura furax
25. Pteralopex atrata
26. Belomys pearsonii
27. Harpyionycteris whiteheadi
28. Scotoecus hindei
29. Holochilus chacarius
30. Hylomyscus aeta
31. Mustela lutreolina
32. Miniopterus medius
33. Diclidurus isabella
34. Sciurus pyrrhinus
35. Lepus coreanus
36. Eptesicus platyops
37. Bullimus luzonicus
38. Miniopterus fraterculus
39. Scotoecus albofuscus
40. Planigale ingrami
41. Nycticebus bengalensis
42. Nycticebus javanicus
43. Batomys granti
44. Rattus macleari
45. Callimico goeldii
46. Melanomys robustulus
47. Mindomys hammondi
48. Miniopterus manavi
49. Dromiciops gliroides
50. Pipistrellus paterculus
51. Marmosa regina
52. Marmosa constantiae
53. Marmosa demerarae
54. Calomyscus bailwardi
55. Calomyscus baluchi
56. Calomyscus hotsoni
57. Neacomys guianae
58. Neacomys spinosus
59. Neacomys tenuipes
60. Nectomys magdalenae
61. Nephelomys auriventer
62. Nephelomys caracolus
63. Nephelomys childi
64. Nephelomys levipes
65. Nephelomys meridensis
66. Nesoryzomys indefessus
67. Nyctophilus microtis
68. Oecomys flavicans
69. Oecomys mamorae
70. Oecomys paricola
71. Oecomys phaeotis
72. Oecomys rex
73. Oecomys roberti
74. Oecomys superans
75. Oligoryzomys arenalis
76. Oligoryzomys victus
77. Rattus marmosurus
78. Oreoryzomys balneator
79. Oryzomys peninsulae
80. Parahydromys asper
81. Paruromys dominator
82. Microtus irani
83. Hipposideros pratti
84. Proechimys roberti
85. Aethalops alecto
86. Glyphotes simus
87. Scutisorex somereni
88. Phalanger mimicus
89. Sphaerias blanfordi
90. Notomys alexis
91. Histiotus alienus
92. Pipistrellus sturdeei
93. Paruromys dominator
94. Eptesicus dimissus
95. Myotis altarium
96. Apodemus semotus
97. Rhogeessa io
98. Pipistrellus nanulus
99. Enchisthenes hartii
100. Scotorepens balstoni
101. Scotoecus albigula
102. Eliurus penicillatus
103. Eupetaurus cinereus
104. Mesomys leniceps
105. Zygodontomys brunneus
106. Zyzomys argurus